# Zeugophora flavicollis
Zeugophora flavicollis – gatunek chrząszcza z rodziny Megalopodidae i podrodziny Zeugophorinae. Zamieszkuje palearktyczną Eurazję.

## Taksonomia
Gatunek ten opisany został po raz pierwszy w 1802 roku przez Thomasa Marshama pod nazwą Auchenia flavicollis.

## Morfologia
Chrząszcz o ciele długości od 2,5 do 3,5 mm. Głowa jest w przedniej części czerwonawożółta, zaś od przedniego brzegu oczu ku tyłowi czarna. Punktowanie na jej powierzchni jest przeciętnie silne i gęste, przy czym przez środek czoła biegnie wyraźny, szeroki pas pozbawiony punktowania. Czułki są czerwonawożółte w części nasadowej i czarne w pozostałej. Czerwonawożółte przedplecze ma boczne brzegi w połowie długości wyciągnięte w zaostrzone na szczytach guzy. Barwa tarczki i pokryw jest czarna. Odnóża są całe czerwonawożółte lub mają czarne uda.
Larwa ma spłaszczone, żółto ubarwione ciało o zredukowanych odnóżach.

## Ekologia i występowanie

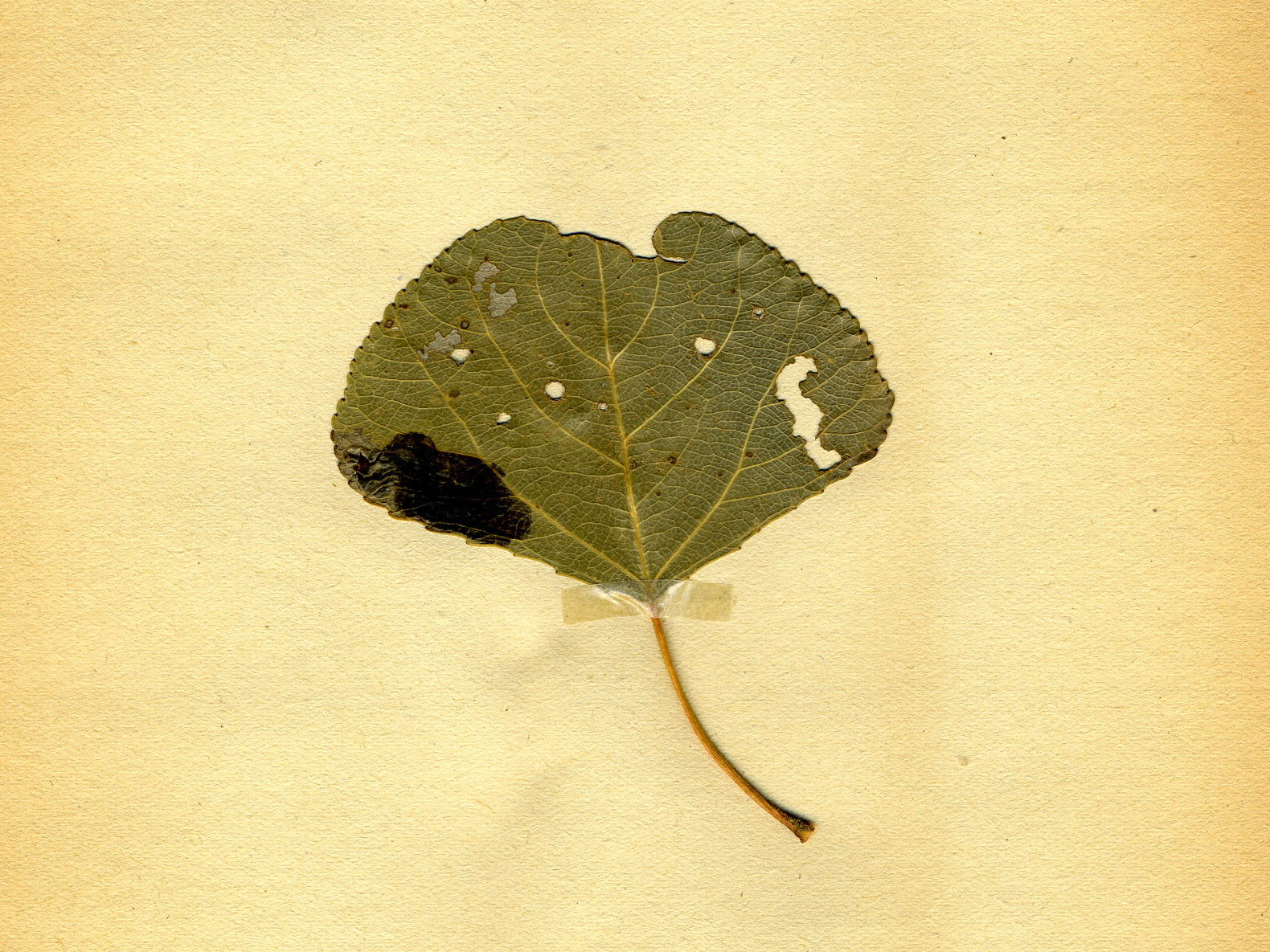
Mina na liściu topoli

Miny na liściach wierzb

Zarówno larwy, jak i postacie dorosłe są oligofagicznymi fitofagami wierzbowatych. Żerują najczęściej na topolach białej, kanadyjskiej i osice, ale podawane też są z topoli balsamicznej, topoli czarnej, topoli szarej, wierzby białej, wierzby czarniawej, wierzby kruchej, wierzby iwy, wierzby pięciopręcikowej i wierzby trójpręcikowej.
Aktywne osobniki dorosłe obserwuje się od maja do sierpnia. Samice składają jaja latem, na spodzie liścia w niewielkim dołku, który potem zakrywają wydzieliną. Rozwój larw odbywa się od czerwca do sierpnia. Są one endofoliofagami minującymi liście rośliny żywicielskiej. Żerują grupowo tworząc na wierzchniej stronie liścia minę w postaci dużej, czarniawobrązowej łaty. Z końcem lata wyrośnięte larwy opuszczają liść przez szparę utworzoną na jego górnej powierzchni i schodzą do gleby. Tam zimują, a przepoczwarczają się dopiero na wiosnę.
Gatunek palearktyczny, znany z Hiszpanii, Wielkiej Brytanii, Francji, Belgii, Holandii, Niemiec, Szwajcarii, Austrii, Włoch, Polski, Czech, Słowacji, Węgier, Białorusi, Ukrainy, Bułgarii, Słowenii oraz europejskiej, syberyjskiej i dalekowschodniej  części Rosji.